# 忍風戰隊破裏劍者
《忍風戰隊破裏劍者》，是由日本東映製作的《超級戰隊系列》第26部特攝作品，於2002年（平成14年）2月17日至2003年2月9日期間每週日上午7時30分在朝日電視台首播。

## 作品特色
- 繼《忍者戰隊隱連者》後第二部以「忍者」作為主題以及首部以「氣候」為主題的戰隊作品。
- 繼《超獸戰隊生命人》與《鳥人戰隊噴射人》後第三次出現女性藍色戰士。
- 首部使用「__者」並非「連者」命名的戰隊作品。
- 首次於同一部作品中出現兩支戰隊（破裏劍者跟轟雷者）的作品。
- 繼《恐龍戰隊獸連者》後再次出現綠色追加戰士，亦是首次出現直到最後仍然未揭曉真面目的追加戰士。
- 以往系列作品皆為於播放片頭曲過後才展開劇情，然而由此作卷之三十五[註 1]起則改為播放一小段劇情過後才播放片頭曲。

## 故事概要
在一處名為忍之谷的山谷內，有一群名為「疾風流」的忍者流派，他們正準備與其競爭對手「迅雷流」對戰，然而「疾風流」忍術研究室的室長─日向朧亦於一次在忍之谷附近的山洞內發現一個神秘裝置啟動。
然而該裝置為來自宇宙的忍者軍團─宇宙忍群邪間者所散播的發訊器之一，他們在接收到其訊號後便進攻地球，並且將忍之谷的結界破壞掉後便殺害了忍風館的大部分師生們，而僅存的三人─椎名鷹介、野乃七海以及尾藤吼太在被朧救走後，他們為能與邪間者對戰而奮勇成為「疾風流」中傳說的後繼人─「忍風戰隊破裏劍者」保衛地球。

## 登場角色

### 疾風流
「疾風流」，為使用風之忍術及風神Energy的忍者流派。
其流派的學生們皆於忍風館進行嚴謹的忍術訓練，以能成為傳說中的戰士─破裏劍者為目標。
「疾風流」每年皆會與其競爭對手「迅雷流」進行比試，然而絕大部分師生們在準備第507次比試時卻被宇宙忍群邪間者殺掉，而僅存的只有三位第507期的學生以及日向館長父女倆。
忍風戰隊破裏劍者
三人皆為「疾風流」忍風館第507期的學生，然而當初三人的成績卻差強人意。
在邪間者進攻並殺害了忍風館大部分師生後，僅存的三人亦在被朧救走後便成為破裏劍者與邪間者展開戰鬥。
椎名 鷹介（しいな ようすけ）／ 破裏劍紅
演：鹽谷瞬
空忍科學生。
由無限齋親自發掘而成為忍風館的學生，運動神經出色且具潛質，而在變身後則擅長空中戰跟劍術。
個性亦剛亦柔卻容易直率衝動，然而則有為同伴犧牲的覺悟。
在忍風館被摧毀後不久便任職人力派遣公司的職員。
其他登場作品：《海賊戰隊豪快者》、《手裏劍戰隊忍忍者》
野乃 七海（のの ななみ）／ 破裏劍藍
演：長澤奈央
水忍科學生。
具有勝利精神跟自豪個性的女生，在變身後則常運用水攻擊對手，故而在有水的戰鬥環境下則會有較明顯的優勢。
在忍風館被摧毀後不久，七海則於一次偶然下被演藝圈發掘成為演歌歌手「野乃 娜娜（のの ナナ）」；後來在與邪間者的戰鬥完結後則轉型為偶像歌手。
其他登場作品：《轟轟戰隊冒險者VS超級戰隊》、《海賊戰隊豪快者》、《英雄媽媽★聯盟》
尾藤 吼太（びとう こうた）／ 破裏劍黃
演：山本康平
陸忍科學生。
對外身份為個人助理，而其個性溫柔善良，並且處事冷靜，而在變身後亦擅長土地忍術跟力量戰。
於其雙親意外逝世後則與其妹妹鳴子於養育機構長大，而作為哥哥的他亦因而對鳴子尤為關心。
其他登場作品：《海賊戰隊豪快者》
相關者
日向 無限齋（ひなた むげんさい）
演、聲（黃金鼠樣貌）：西田健
忍風館館長。
於邪間者攻擊忍風館時則以忍法將自己變為黃金鼠而逃過一劫，但卻因念錯字關係故即使能恢復說話卻無法恢復為人類。
然而最後在破裏劍者與邪惡意識決戰時亦在情況危急下念對咒語而恢復為人類樣貌。
日向 朧（ひなた おぼろ）
演：高田聖子
無限齋的獨生女，亦為鷹介三人的前輩，為特忍科第487期畢業生。
是位忍術研究者，並負責破裏劍者的後台支援跟替其維修裝備。
黑子機械人
身穿黑色服裝及配戴黑頭巾的機械人侍從。
當出現知悉忍者存在的局外人後，其則會出現於對方眼前並透過其雙目釋放強光以消除對方的相關記憶。

### 迅雷流
「迅雷流」，為使用雷之忍術及雷神Energy的忍者流派。
與「疾風流」為競爭對手關係，然而卻與「疾風流」同樣遭受邪間者的毀滅，而霞氏兄弟則為其生還者。
電光石火轟雷者
兩人皆為霞氏兄弟，於卷之五初登場。
據悉兩人為「迅雷流」中最強的天才戰士，而在「迅雷流」被邪間者毀滅後，作為生還者的兩人亦解開於約五百年前被「迅雷流」封印之強大力量成為轟雷者。
兩人自幼便接受其父的嚴格訓練，而在其父離世後便跟隨父親製作的指導裝置學習跟行動，而當初在成為轟雷者後亦曾為讓「那個」現身而加盟邪間者與破裏劍者對立，後在兩人知悉讓「那個」現身的因素則為讓兩兄弟互相戰鬥直至其中一方死亡後，無法彼此殺害的兩人便決定捨棄其父獲得「那個」的野心，並反過來開始與破裏劍者合作對抗邪間者。
兩人的對外身份為從事土木工程跟園丁。
霞 一甲（かすみ いっこう）／ 兜雷者
演：白川裕二郎
霞氏兄弟中的兄長，角忍班出身。
擁有訓練有素的心智及體格，其個性亦對自己尤為嚴格且滿有自信；而在變身後則擅長力量戰。
曾被成長後的曼馬魯巴將宇宙蠍子之卵植入體內，然而最後在危在旦夕之際則被奮不顧身及孤注一擲的鷹介成功以計騙取曼馬魯巴的宇宙蠍子之毒後亦透過注射從鷹介體內抽取的血清消滅體內的宇宙蠍子而痊癒。
霞 一鍬（かすみ いっしゅう）／ 鍬雷者
演：姜暢雄
霞氏兄弟中的么弟，牙忍班出身。
其實力可與其兄一甲匹敵，但論個性仍不及一甲成熟；而在變身後則擅長速度戰跟空中戰。
對七海有好感。
相關者
霞 一鬼（かすみ いっき）
演：團時朗
霞氏兄弟的父親。
是個為求目的而不惜一切的無情忍者，對「迅雷流」的規章亦相對無視。
在知悉「那個」存在後亦不理會「迅雷流」高層的消息封鎖而繼續私下調查，並且為讓「那個」誕生而對一甲跟一鍬兩兄弟嚴格無私，教授他們在行動時不能附帶任何感情。
後來在未能實踐自己野心下早逝，而生前亦製作了指導裝置予兩兄弟學習跟行動。

### 宇宙統一忍者流
宇宙統一忍者流，為「疾風流」與「迅雷流」之上的忍者流派。
 天空忍者 手裏劍者
聲：松野太紀
於卷之二十一初登場。
其說話時總是夾雜英語，對科技的操作亦相當內行，並且擅長變裝行動，因而有著「擁有千個臉孔之男」的外號，但其真面目不明。
戰鬥時則會以棒球戰術為主，並擅長透過投擲及以手裏劍Bat敲打可分身的黃色炸彈球攻擊，另外當他卸下盔甲及轉動面罩後則會轉換為能將力量發揮至頂點的「Fire Mode」。
過往在被覺羅選為手裏劍者後便捨棄了自己的過去；後來在覺羅被山達魯殺害後則與山達魯對戰，然而還是不敵對方，而最後負傷的手裏劍者卻自願駕駛天空神與巨大化的撒塔拉庫拉同歸於盡。
據無限齋於目睹手裏劍者使用「疾風流」忍術後而推測：手裏劍者有可能是過往無故失蹤的空忍科學生，而那位學生亦被視為能夠成為破裏劍者。
其他登場作品：《手裏劍戰隊忍忍者》
覺羅（かぐら）
演：三輪瞳
「宇宙統一忍者流」的統領，尊稱「御前大人」，於卷之四十四正式登場。
其使用武器為短刀，而其體內亦封印著「哀嘆之弓」的勳章，亦能藉著勳章的力量獲得長壽甚至無須進食，然而一旦其內心出現悲傷感的話其封印則會被解除。
原為五百年前的貴族少女，在其父親遇害及其居所被刺客摧毀時則成功逃脫，其後便度過孤獨的五百年歲月。
初期則以神秘面目面對無限齋，後來在旋風神無法駕馭「憤怒之箭」便正式現身指導破裏劍者六人。
然而在破裏劍者六人被扇忍獸瑪多基操縱時亦親赴現場解救他們，及後雖成功消滅瑪多基，但覺羅卻被山達魯趁機取走「哀嘆之弓」的勳章，最後在感激能遇上破裏劍者他們後便含笑而終。

### 宇宙忍群邪間者
宇宙忍群邪間者，為來自宇宙的忍者軍團。
塔·臧特
聲：梁田清之
邪間者的首領，並有著與蜈蚣相近的外貌。
於五百年前就已得知「那個」的存在並一直找尋其。
後來在獲得「憤怒之箭」及「哀嘆之弓」後便吸收從撒塔拉庫拉收集的人類憤怒與哀嘆之能量而蛻變為究極體，並且透過「憤怒之箭」及「哀嘆之弓」讓「那個」誕生，但最後卻被窩裡反的山達魯殺死。
暗黑七本槍
七人皆為邪間者的上忍。
一之槍 芙拉碧裘
演：山本梓
使用蜜蜂忍法的女忍者，負責為執行任務的中忍及上忍評分。
其使用武器為兩根針狀的長槍，並能夠擅長透過張開手掌釋放爆炸衝擊波。
後來在塔·臧特被山達魯殺害後則為求保命而投靠山達魯，然而最後則被破裏劍者跟轟雷者以Victory Gadget擊敗。
其他登場作品：《轟轟戰隊冒險者VS超級戰隊》
二之槍 丘諸卜
聲：鄉里大輔
有著僧侶造型的宇宙忍者。
為宇宙忍者群團的指揮官，而其自身亦擅長解讀古文書。
使用武器為棍棒，並常背著內為異空間的箱子。
自轟雷者加入邪間者後便一直對兩人存有不滿，而在兩人背叛後更親自與破裏劍者跟轟雷者對戰，結果在對戰中有感形勢不利的丘諸卜則以禁忌咒文將自身巨大化，但最後仍被轟雷旋風神擊敗。
三之槍 曼馬魯巴
聲：今村卓博
擅長算命的預言家。
初登場時為幼體，並且因其預言內容模稜兩可而不受其他上忍重視，後來在藉著化繭急速成長後其體格跟預言能力亦有所提升。而成長後則擅長近身肉縛戰，而使用武器則為一把環形劍，另外平時在非戰鬥情況下則會身穿棕色長袍。
當初因其自身預知出錯而讓曾被招攬加入邪間者的轟雷者背叛軍團，後來在成長過後隨即向轟雷者戰鬥，期間更對一甲／兜雷者植入宇宙蠍子之卵。後來在被孤注一擲的鷹介以計成功騙取宇宙蠍子之毒予一甲痊癒後不久便預知自己會於與兜雷者單挑戰鬥中被其所殺的命運，而最後其自身結局還是應驗了。
曼馬魯巴複製體
聲：今村卓博（分飾）
於卷之三十四至三十七登場。
為曼馬魯巴因應預知自己會被殺害而以其自身的遺傳因子製造的複製體，並擁有前代曼馬魯巴的記憶與能力。
與前代曼馬魯巴同樣從幼體化繭並急速成長，其後為向轟雷者復仇而對與轟雷者曾有接觸的人（當中包括破裏劍者三人）配戴可吸收其生命的項圈，然而在與轟雷者對戰期間因無法承受過多有關「那個」的流星雨訊息導致身體突變為暴走體，並且將轟雷者兩人吸進其體內，但最後在破裏劍者成功進入其體內將兩人救走後繼而被剛完成的天雷旋風神消滅，而其項圈亦因而消失。
四之槍 溫蒂努
演：福澄美緒
使用蛇忍法的女忍者，負責為被擊敗的中忍巨大化。
其使用武器為劍，除了能夠透過念力操縱劍及以手指槍射擊衝擊波外，亦擅長製造將自身身體部位巨大化的幻術擾亂對手。另外當其自身憤怒到極點時則會自行巨大化，亦曾因此摧毀一個星球。
後來在塔·臧特被山達魯殺害後則為求保命而投靠山達魯，然而最後則被破裏劍者跟轟雷者以Victory Gadget擊敗。
五之槍 薩卡胤
演、聲：岡本美登
邪間者的科學家，亦為傀儡忍者群團的率領者，擅長製造機械忍者與機關巨人。
其本體則只有人類掌心大小，平時會操控身穿甲冑的武士機械人行動，使用武器則為雙劍─巖流劍。
後來在成功分析「憤怒之箭」的勳章則與破裏劍者他們的Shinobi Medal為同源後便率先以機關巨人百萬田蟞MK-III分析及複製對方的機關球系統，隨後便以其獲得的數據製作機關巨人鎧恩鎧恩並將憤怒之箭實體化後與破裏劍者六人對戰，但結果還是不敵對方的「Ultima Rainbow」，而在被擊敗後仍生還的薩卡胤最後卻被山達魯殺害。
六之槍 撒塔拉庫拉
聲：島田敏
假面忍者群團的率領者，於卷之二十一初登場。
在丘諸卜死後受塔·臧特徵召前來地球，而其個性調皮且愛出智力題及捉弄人，另外他長年戴著詭秘的面具，而面具下的真面目為三顆眼睛。
使用武器為刺股，並擁有製造異空間及讓頭部與身體分開攻擊之能力。
在塔·臧特實行收集人類憤怒與哀嘆之能量作戰時卻自願參戰，然而後來在知悉自己僅被塔·臧特利用後卻自行吸收該能量應付破裏劍者六人，結果在被前來的山達魯砍下其面具後則自行巨大化，然而最後卻被手裏劍者以天空神同歸於盡。
七之槍 山達魯
聲：池田秀一
有著鯊魚造型的忍者，於卷之三十九初登場。
為暗黑七本槍中實力最強以及手段最兇殘，個性狡猾且野心勃勃。
其使用武器為採用鋸齒狀刀鋒的大刀─赫惡彗星刀、鮫手裏劍以及附有鋸齒的扇子，另外其扇子內則為讓扇忍獸棲息的異空間。
於某次毀滅星球行動時獲得讓「那個」誕生的道具之一「憤怒之箭」，其後亦在塔·臧特的徵召下來到地球。
為讓「那個」誕生而不擇手段甚至據為己有，並且先後殺害薩卡胤、覺羅以及塔·臧特，然而最後在與破裏劍者跟轟雷者的決戰中將自己巨大化後卻被試圖以轟雷神同歸於盡的轟雷者消滅。
中忍／忍獸
宇宙人忍者群團
由丘諸卜率領的軍團，為於各星球出身的精英忍者。
後來丘諸卜找到古代邪間者的咒文後則常以該咒文讓被擊敗的中忍復活巨大化，而該咒文通常會作為卷軸並由溫蒂努運用火箭筒發射。
傀儡忍者群團
由薩卡胤率領的機械人忍者軍團，其當中包含由薩卡胤設計及製造的機械人、來自宇宙的自立型機械人或機械生命體等。
被擊敗後會由溫蒂努發射擁有吸收及複製能力的大型機械人─Copy Giant讓之復活巨大化。
假面忍者群團
由撒塔拉庫拉率領的配戴面具之宇宙人忍者軍團。
平時會由撒塔拉庫拉以電話召來地球，而被擊敗後亦會由溫蒂努投擲大型假面─Dead假面讓之復活巨大化。
扇忍獸群團
由山達魯親自培養及教授忍術的宇宙怪獸，而平時則在山達魯的扇子內之異空間棲息。
瑪咯啦帕
邪間者的下忍兵卒，其使用武器為鐮刀外貌的忍者刀。

### 其他角色
馳 太（はせ ふとし）
演：照屋弘
七海的經紀人，於卷之二初登場。
九十九 佳苗（つくも かなえ）
演：川俣忍
鷹介任職的人力派遣公司之女社長，於卷之二初登場。
尾藤 鳴子（びとう めいこ）
演：桂亞沙美
吼太的妹妹，於卷之四初登場。
自小便與哥哥相依為命，而初現身時則已準備前往美國進修。
後來因簽證問題而歸國，期間亦藉自己觀察而知悉吼太為破裏劍者的身份，而最後亦在黑子機械人未能對其消除記憶下再次離開日本。
邪惡意識
潛藏於「那個」的意識體。
在「那個」誕生後便開始阻撓進入「那個」內的旋風神，其後在旋風神順利以「哀嘆之弓」發射「憤怒之箭」成功摧毀「那個」後隨即以塔·臧特的究極體型態與旋風神對戰並試圖與旋風神同歸於盡，所幸的是三人則在爆炸時及時逃生。其後邪惡意識亦先後以暗黑七本槍及塔·臧特的究極體型態與破裏劍者跟在與山達魯的決戰中生還的轟雷者決戰，最終仍被五人以Victory Gadget擊敗。

## 破裏劍者、轟雷者、手裏劍者的裝備

### 裝備／武器
破裏劍者的配備／武器
Hurricane Gyro
破裏劍者的腕型變身器。
須裝備Shinobi Medal才能變身，另外其亦具通訊功能跟可於變身前後皆能釋放的Gyro手裏劍攻擊。
携帶忍刀 疾風丸
破裏劍者在變身後使用的忍者刀。
其刀柄上設有按鈕可施放招式及通訊，並能變形為槍械射擊。
忍Rope
破裏劍者的鈎繩。
Hurricane Winger
破裏劍者的懸掛式滑翔翼。
其每小時最高飛行時速為500公里，並配備小型導彈。
   轟雷者的配備／武器
Gorai Changer
轟雷者的變身器兼通訊器，與Hurricane Gyro同樣須裝備Shinobi Medal才能變身。
變幻自在棍 雷丸
轟雷者的可變形棍棒，能變形為「手槍」、「十字手裏劍」、「圓月盾」等多種型態。
Bali Thunder
轟雷者的兩輛戰鬥摩托車，於卷之十初登場。
兩輛機車分別為 獨角仙Type及 鍬形蟲Type，在行駛時則可透過與地面摩擦而產生火焰，而其前端亦可釋放雷電光束。
由於其高性能，故除了轟雷者外其他人則為難以駕馭，然而後來破裏劍者為了能拯救被暴走的曼馬魯巴複製體吸進體內的轟雷者，在經反覆練習駕駛Bali Thunder後才成功以其潛入曼馬魯巴複製體內將兩人救回。
 手裏劍者的配備／武器
Shuriken Ball
手裏劍者的球型變身器兼通訊器。
Shuriken's Bat
手裏劍者的球棒型武器。
可轉換為「忍者刀」及「揚聲麥克風」數種型態，並能作為天空神的操縱桿。
Gadget
為除了手裏劍者外其餘五人的個人武器。
 Dry Gun
破裏劍紅的可釋放火焰跟熱風彈之槍械。
 Sonic Megaphone
破裏劍藍的揚聲器，能釋放衝擊波及以言靈操縱對象。
 Quake Hammer
破裏劍黃的巨型鎚子，而其透過敲打所產生的衝擊可引致地震甚至地裂。
 Horn Breaker
兜雷者的獨角仙外型之雙槍管槍械。
 Stag Breaker
鍬雷者的鍬形蟲雙前顎外型之剪刀，能透過夾擊對象後對其釋放高壓電流。
組合型態
三重連 Triple Gadget
為破裏劍者三人以各自的Gadget所組合之必殺炮，並具有三種不同的組合型態：
 Sonic Gadget
以Dry Gun為首的組合型態，可釋放高溫彈。
 Dry Gadget
以Sonic Megaphone為首的組合型態，可釋放超音波彈。
 Quake Gadget
以Quake Hammer為首的組合型態，可釋放100噸的重力彈。
二重連 Double Gadget
為轟雷者兩人以各自的Gadget所組合之必殺炮，可釋放十萬伏特的高電壓能量彈。
五重連 Victory Gadget
為破裏劍者與轟雷者五人以各自的Gadget所組合之必殺炮，可釋放集結風神與雷神Energy之能量彈。
共同裝備
Shinobi Medal
為記載有關忍術之情報的勳章。
Shinobi Suit
為六人於變身後所身穿的強化服。
天下統一武奏 Ninja Misen
源自宇宙統一忍者流的三味線武器兼Revolver Mammoth的召喚器，於卷之三十三初登場。
彈奏時須以Shinobi Medal作為撥子，並且亦會根據不同的彈奏者釋放相應的音波攻擊，同時亦能轉換為「槍械」模式射擊。

### Shinobi Machine
Shinobi Machine，為破裏劍者、轟雷者與手裏劍者駕駛的大型機械。
 Hurricane Hawk
破裏劍紅駕駛的鷹外貌之戰機，於卷之二初登場。
能從其翅膀釋放烈火彈，而其招式為透過自燃火焰後則圍繞對手製造火焰旋渦的「機關忍法·火焰鷹」。
為旋風神的頭部。
 Hurricane Dolphin
破裏劍藍駕駛的水陸兩用之機械海豚，於卷之二初登場。
擅長捨身攻擊，而其招式為製造海嘯的全息投影之「機關忍法·大海嘯」。
為旋風神的右手臂。
 Hurricane Leo
破裏劍黃駕駛的機械獅子，於卷之二初登場。
其鬃毛部分為轉輪，而其招式為透過高速旋轉轉輪製造龍卷風的「機關忍法·連獅子」。
為旋風神的身驅、左手臂與雙腿。
 Gorai Beetle
兜雷者駕駛的獨角仙外貌之戰車，於卷之十初登場。
以獨角前端的主炮轟雷炮、機體兩側的加農炮Gorai Cannon及機體上方的雙管光束炮Pulse Beam炮為武器，而其招式為隱藏於熔岩彈中突擊對手的「機關忍法·角變化」。
為轟雷神的頭部、胸部與雙手臂。
 Gorai Stag
鍬雷者駕駛的鍬形蟲外貌之大型六輪車，於卷之十初登場。
其雙前顎Double Horn Cutter可夾起較其體重多三倍的重物及釋放雷電攻擊「雷Thunder」，而其招式為能攻擊於沙塵中的對手之「機關忍法·牙隱」。
為轟雷神的腰部與雙腿。
 天空神
手裏劍者駕駛的Shinobi Machine，於卷之二十二初登場。
擁有「直升機」與「機關巨人」兩種型態：「直升機」型態的前端兩側則裝備導彈炮天空Launcher，而其招式為透過其手裏劍型螺旋翼切裂地面的「機關忍法·天空裂破」；而「機關巨人」型態的配備武器分別皆為由其螺旋翼變形的可拆卸十字手裏劍Cross Blade以及作為雙手臂的天空Cutter等。
 Revolver Mammoth
猛獁外貌之Shinobi Machine，於卷之三十三初登場。
須透過Ninja Misen召喚及操作，而其置中部分為轉輪彈倉，並可連續發射機關球；另外其兩側跟雙前足膝皆配備光束炮，而其鼻孔亦可釋放每小時一百公里的陣風。

#### 合體型態
旋風神（せんぷうじん）
由破裏劍者的Shinobi Machine（Hurricane Hawk、Dolphin與Leo）合體的機關巨人，於卷之二初登場。
配備由Hurricane Leo的尾巴變形之鞭子Tail Rod，並能透過轉動其左肩上的獅子轉輪及其右手臂的的轉輪引發陣風攻擊。
旋風神Hurrier
旋風神的重量輕巧化型態，於卷之三初登場。
使用武器為雙彎刀Hurrier Sword，而其靈活性亦較旋風神敏捷，然而其本身則設有時限，時限過後便會變回旋風神。
轟雷神（ごうらいじん）
由轟雷者的Shinobi Machine（Gorai Beetle與Stag）合體的機關巨人，於卷之十初登場。
配備武器為腰部兩側的Gorai Cannon與胸部的Double Horn Cutter，而其力量雖不及旋風神，但亦有著更堅固的軀體跟高機動性。
轟雷旋風神（ごうらいせんぷうじん）
由旋風神跟轟雷神合體的機關巨人，於卷之十九初登場。
破裏劍者跟轟雷者須同時發動機關球07、08召喚風雷丸後才能合體，而合體後其雙肩皆各配備由Hurricane Dolphin變形的加特林機槍與Gorai Beetle的轟雷炮。
其必殺技為以其胸前的獅子跟肩上的雙炮同時釋放之光束「必殺奧義 Rolling Thunder Hurricane」。
Revolver轟雷旋風神
為轟雷旋風神與Revolver Mammoth之組合型態，於卷之三十三初登場。
其必殺技為透過轟雷旋風神敲打Revolver Mammoth釋放無數機關球攻擊對方後發射之光束「必殺究極奧義 Thunder Hurricane Strike」。
天空旋風神（てんくうせんぷうじん）
由天空神以取代Hurricane Dolphin作為旋風神的右手臂之合體型態，於卷之二十五初登場。
其配備武器為作為右手腕之Buster Beam炮；至於必殺技為以左手臂的獅子轉輪與右手臂的十字螺旋翼同時吸取風神Energy後由Buster Beam炮釋放之光束「必殺奧義 Dynamite Tornado」。
天空轟雷神（てんくうごうらいじん）
為轟雷神與天空神的合體型態，於卷之二十六初登場。
其配備武器為搭載於轟雷神肩上的Blast加農炮，並能藉著頂部的十字螺旋翼飛行；至於必殺技為以吸取雷神Energy後同時以Gorai Cannon與Blast加農炮釋放之光束「必殺奧義 天翔雷擊炮」。
天雷旋風神（てんらいせんぷうじん）
由旋風神、轟雷神與天空神合體的機關巨人，於卷之三十七初登場。
破裏劍者、轟雷者與手裏劍者須同時發動機關球15-17召喚Tri Condor後才能合體，而合體後則能藉著拆卸其胸前的Cross Blade斬擊對手；至於其必殺技為藉著高速旋轉Cross Blade引發龍捲風之攻擊「絕對究極奧義 Ultima Storm」，而融合「宇宙統一忍者流」的風格發揮至最大力量則為「宇宙統一忍者流 Ultima Storm Maximum」。
Revolver天雷旋風神
為天雷旋風神與Revolver Mammoth之組合型態。
其必殺技為以從機關球武器釋放之光束「絕對究極奧義 Ultima Rainbow」。

#### 機關球
機關球，為旋風神、轟雷神與天空神的武器。
須以Shinobi Medal召喚，召喚時其武器則會以球型膠囊包覆並從旋風神、轟雷神的胸部或天空神的雙手發射後釋放。另外每顆機關球皆有編號跟相應漢字。
Sword Slasher
機關球編號跟漢字為「01／鉾」，為鷹外貌的長劍。
與其他機關球不同的是其初時則為以破裏劍者三人各自變身用的Shinobi Medal所召喚，但後來轟雷者卻成功開發了能單一召喚Sword Slasher之Shinobi Medal。
其招式為「究極奧義 分身幻影斬」，以分裂為三個分身後斬擊對手。
Goat Crusher
「疾風流」的機關球，而其編號跟漢字為「02／鎚」，為山羊外貌的槌子。
其招式為以其敲擊對手之「究極奧義 疾風豪快落」。
Tortoise Hammer
「疾風流」的機關球，而其編號跟漢字為「03／甲」，為陸龜外貌的附有鎖鏈之鐵球。
其招式為以其貫穿對手之「究極奧義 Locked Buster」。
Goat Hammer
由Goat Crusher與Tortoise Hammer組合的劍球型武器，而其招式為以鐵球拋擊對手之「Finishing Trick Goat Hammer Hurricane彗星」。
Plant Axe
機關球編號跟漢字為「04／車」，為具有四片可旋轉的花瓣型刀刃之斧子。
原為「疾風流」的機關球，然而其Shinobi Medal在傳送予旋風神途中卻被轟雷者奪取；至於其招式則為以之斬擊的「究極奧義 大旋轉轟斬」。
Gatling Leo
「疾風流」的機關球，而其編號跟漢字為「05／銃」，為無限齋從倉鼠輪取得靈感而製作的白獅外貌之加特林機槍。
其招式則為透過高速旋轉於每秒發射20發子彈之的「究極奧義 大回旋獅子爆裂彈」。
Skid Attacker
「疾風流」的機關球，而其編號跟漢字為「06／錐」，為烏賊外貌的鑽頭。
使用時則會依附於旋風神之膝上，而其招式則為透過高速旋轉貫穿對手之「究極奧義 Spin Drill」。
Gatling Attacker
由Gatling Leo與Skid Attacker組合的可旋轉鑽頭，而其招式為透過連接左肩上的獅子轉輪帶動旋轉而釋放的龍捲風跟無數子彈攻擊之「Finishing Trick Hurricane Spiral」。
機關武者·風雷丸
聲：宮田浩德
為破裏劍者跟轟雷者於合體為轟雷旋風神時須召喚的小型機械人，於卷之十九初登場。
其兩顆機關球編號跟漢字分別為「07／兜」與「08／拳」，並於合體為轟雷旋風神後則會作為其頭盔與雙手腕。
機關斗篷
「疾風流」的機關球，而其編號跟漢字為「09／服」，為可進行隱身與防禦的紅色斗篷。
Spin Bee
手裏劍者的機關球，而其編號跟漢字為「10／迴」，為蜜蜂外貌的陀螺。
其招式為透過高速旋轉攻擊之「究極奧義 狂暴陀螺」。
鱟Spear
機關球編號跟漢字為「11／鱟」，為鱟外貌的長槍。
原為手裏劍者的機關球，然而手裏劍者則將其Shinobi Medal遞送予轟雷者；至於其招式則為以之貫穿對手的「究極奧義 突穿香車」。
Catch Spider
手裏劍者的機關球，而其編號跟漢字為「12／糸」，為蜘蛛外貌的附有鎖鏈之起重機。
機關Stamp
「疾風流」的機關球，而其編號跟漢字為「13／印」，為機關球外貌的印章。
其招式則為封印對手能力之「究極奧義 Stamp百烈印」。
Sticking Starfish
機關球編號跟漢字為「14／著」，為海星外貌的附有尖刺之磁石。
使用時則會依附於旋風神之膝上，而其招式則為以尖刺貫穿對手之「究極奧義 Starlight Knee Drop」及透過Sticking Starfish依附於對手身上後釋放電擊之「究極奧義 Stardust Cracker」。
Tri Condor
為破裏劍者、轟雷者與手裏劍者於合體為天雷旋風神時須召喚的機關噴射機，於卷之三十七初登場。
其三顆機關球編號跟漢字分別為「15／角」、「16／冠」以及「17／爪」，而其本身亦配備兩門雷射炮。

## 設定
忍之谷
「疾風流」的據點。
其校舍忍風館在未被邪間者摧毀前則為豎立該處，而同樣其外圍則以結界保護。
疾風流忍術研究室
通稱「朧研究所」，位於忍之谷的一處山洞內，亦為破裏劍者的據點。
迅雷之谷
「迅雷流」的據點。
其校舍迅雷義塾在未被邪間者摧毀前則為豎立該處，而同樣其外圍皆設有無數之陷阱。
寄生要塞 Centipede
邪間者的據點。
在抵達地球後則豎立於一處海域，而其外圍皆以強力結界保護。
然而後來在破裏劍者他們藉著手裏劍者的跟蹤器成功潛入，但最後卻被蛻變為究極體的塔·臧特摧毀。
「那個」
自古以來讓不少忍者意欲得到之忍者最終究極奧義。
其真面目為類似黑洞的巨型洞穴，而其威力亦可吞噬宇宙所有的一切，另外洞穴內的空間亦內藏邪惡意識。
須以兩顆作為忍術之源的暗石所封印之道具─「憤怒之箭」與「哀嘆之弓」加上水源而發動，而塔·臧特亦在獲得前兩者後亦發動「那個」，但最後破裏劍者三人則成功潛入「那個」內以哀嘆之弓發射憤怒之箭將「那個」消滅。

## 製作團隊
製作人員：
- 原作：八手三郎
- 製作人：
  - 朝日電視台：松田佐榮子
  - 東映：日笠淳、塚田英明
  - 東映Agency：矢田晃一

- 劇本：宮下隼一、酒井直行、前川淳、荒川稔久、吉田伸
- 導演：渡邊勝也、諸田敏、小中肇、橋本一、竹本昇、大井利夫、舞原賢三、中澤祥次郎
- 動作導演：竹田道弘、新堀和男
- 配樂：三宅一德
- 特攝導演：佛田洋
- 製作：朝日電視台、東映、東映Agency

皮套演員：
-  破裏劍紅：福澤博文
-  破裏劍藍：小野友紀
-  破裏劍黃：竹内康博
-  兜雷者：日下秀昭
-  鍬雷者：今井靖彦
-  手裏劍者：三村幸司

## 播放列表
以下時間以當地時間（日本時間）為準：
| 日本首播日期 | 集數 | 標題 （日語）（漢譯） | 主役邪間者一方                                                                   | 編劇     | 導演       |
| ------------ | ---- | --------------------- | -------------------------------------------------------------------------------- | -------- | ---------- |
| 2002/02/17   | 1    | 風與忍者              | - 宇宙忍：結界忍者 結界坊 （聲：田中完）                                         | 宮下隼一 | 渡邊勝也   |
| 2002/02/24   | 2    | 巨人與機關            | - 傀儡忍：磁石忍者 磁石蜘蛛 （聲：細井治）                                       | 宮下隼一 | 渡邊勝也   |
| 2002/03/03   | 3    | 冒牌貨與60秒          | - 宇宙忍：複製忍者 模仿坊 （聲：山岸功）                                         | 宮下隼一 | 諸田敏     |
| 2002/03/10   | 4    | 隧道與兄妹            | - 傀儡忍：遁地忍者 遁地龍 （聲：伊藤健太郎）                                     | 宮下隼一 | 諸田敏     |
| 2002/03/17   | 5    | 館長與洗澡            | - 宇宙忍：毒花忍者 開花道士 （聲：坪井智浩）                                     | 酒井直行 | 小中肇     |
| 2002/03/24   | 6    | 剪刀與女忍者          | - 傀儡忍：絕交忍者 剪切斯 （聲：川津泰彦）                                       | 酒井直行 | 小中肇     |
| 2002/03/31   | 7    | 雷與忍者              | - 宇宙忍：次元忍者 蓋豬坊 （聲：櫻井敏治）                                       | 宮下隼一 | 渡邊勝也   |
| 2002/04/07   | 8    | 疾風與迅雷            | - 傀儡忍：吸水忍者 蟾蜍 （聲：青空球兒）                                         | 宮下隼一 | 渡邊勝也   |
| 2002/04/14   | 9    | 雷兄弟與沙漏          | - 宇宙忍：繁殖忍者 黏貼法師 （聲：多田野曜平）                                   | 前川淳   | 諸田敏     |
| 2002/04/21   | 10   | 雷神與毀滅之谷        | -                                                                                | 酒井直行 | 諸田敏     |
| 2002/04/28   | 11   | 吃夢者與重新出發      | - 宇宙忍：惡夢忍者 夢幕師 （聲：田中亮一）                                       | 宮下隼一 | 橋本一     |
| 2002/05/05   | 12   | 鐵骨與父女            | - 傀儡忍：金屬忍者 鐵骨前齒 （聲：今村直樹）                                     | 荒川稔久 | 橋本一     |
| 2002/05/12   | 13   | 鬍子與求婚戒指        | - 宇宙忍：跳舞忍者 鯰鬚頭巾 （聲：堀本等）                                       | 前川淳   | 小中肇     |
| 2002/05/19   | 14   | 愛哭鬼與糖果          | - 宇宙忍：倒退忍者 章魚僧侶 （聲：園部啓一）                                     | 酒井直行 | 小中肇     |
| 2002/05/26   | 15   | 田鱉與爭奪戰          | - 機關巨人：百萬田鱉                                                             | 荒川稔久 | 渡邊勝也   |
| 2002/06/02   | 16   | 霧與預言裝置          | - 宇宙忍：吐霧忍者 霧霧舞師 （聲：柴本浩行）                                     | 宮下隼一 | 渡邊勝也   |
| 2002/06/09   | 17   | 黑暗與死鬥島          | - 宇宙忍：島忍者 霧霧貝師 （聲：河合義雄）                                       | 宮下隼一 | 諸田敏     |
| 2002/06/23   | 18   | 父親與兄弟的親情      | - 宇宙忍：島忍者 霧霧貝師 （聲：河合義雄）                                       | 宮下隼一 | 諸田敏     |
| 2002/06/30   | 19   | 大箱與風雷巨人        | -                                                                                | 前川淳   | 竹本昇     |
| 2002/07/07   | 20   | 鐵拳與好對手          | - 傀儡忍：災難忍者 袋鼠輪盤 （聲：坂東尚樹）                                     | 酒井直行 | 竹本昇     |
| 2002/07/14   | 21   | 假面與猜謎            | - 假面忍：海市蜃樓忍者 金·基倫 （聲：鈴木清信）                                  | 荒川稔久 | 諸田敏     |
| 2002/07/21   | 22   | 翅膀與忍者            | - 假面忍：海市蜃樓忍者 金·基倫 （聲：鈴木清信）                                  | 荒川稔久 | 諸田敏     |
| 2002/07/28   | 23   | 香水與名偵探          | - 假面忍：香水忍者 基拉·科羅內 （聲：西川宏美）                                  | 宮下隼一 | 大井利夫   |
| 2002/08/04   | 24   | 太鼓與閃電            | - 傀儡忍：雷忍者 鰻魚太鼓 （聲：遠近孝一）                                       | 宮下隼一 | 大井利夫   |
| 2002/08/11   | 25   | 鬼與女學生            | - 假面忍：復活忍者 班帕·耶 （聲：真殿光昭）                                      | 荒川稔久 | 竹本昇     |
| 2002/08/18   | 26   | 弓箭與海水浴          | - 傀儡忍：相思忍者 啾彼特 （聲：緒方文興）                                       | 前川淳   | 竹本昇     |
| 2002/08/25   | 27   | 串燒與無重力          | - 假面忍：重力忍者 奧莫·加魯 （聲：宇垣秀成）                                    | 酒井直行 | 諸田敏     |
| 2002/09/01   | 28   | 掠奪與逆襲            | - 機關巨人：百萬田鱉MK-II                                                        | 宮下隼一 | 諸田敏     |
| 2002/09/08   | 29   | 殘暑與郵戳            | - 假面忍：暑氣忍者 貝羅·丹 （聲：平野正人）                                      | 吉田伸   | 渡邊勝也   |
| 2002/09/15   | 30   | 偶像與友情            | - 傀儡忍：美少女忍者 芙拉碧珍璐 （聲：篠原惠美）                                 | 荒川稔久 | 渡邊勝也   |
| 2002/09/22   | 31   | 流星與三匹狼          | - 忍狼獸 凡古魯／合身巨獸 凡基洛斯 （聲：穴井勇輝、大村亨、塩野勝美）            | 宮下隼一 | 大井利夫   |
| 2002/09/29   | 32   | 死神與最後奧秘        | - 忍狼獸 凡古魯／合身巨獸 凡基洛斯 （聲：穴井勇輝、大村亨、塩野勝美）            | 宮下隼一 | 大井利夫   |
| 2002/10/06   | 33   | 猛獁象與六人          | - 忍狼獸 凡古魯／合身巨獸 凡基洛斯 （聲：穴井勇輝、大村亨、塩野勝美）            | 前川淳   | 諸田敏     |
| 2002/10/13   | 34   | 香菇與100分           | - 傀儡忍：洗腦忍者 塾香菇 （聲：志賀克也）                                       | 前川淳   | 諸田敏     |
| 2002/10/20   | 35   | 閃耀與三味線          | - 傀儡忍：滑翔忍者 鼯鼠史都華                                                    | 宮下隼一 | 渡邊勝也   |
| 2002/10/27   | 36   | 項圈與復仇            | - 曼巴魯巴複製體（聲：今村卓博）                                                 | 荒川稔久 | 渡邊勝也   |
| 2002/11/03   | 37   | 三之槍與大脫逃        | - 曼巴魯巴複製體（聲：今村卓博）                                                 | 荒川稔久 | 小中肇     |
| 2002/11/10   | 38   | 魔劍與氣球            | - 假面忍：氣球忍者 戈姆比·朗 （聲：長嶝高士）                                    | 吉田伸   | 小中肇     |
| 2002/11/17   | 39   | 七之槍與神秘之石      | - 傀儡忍：腐蝕忍者 腐蝕魯加 （聲：鈴木正和） - 扇忍獸：凶扇獸 巴多基（卷之四十） | 宮下隼一 | 舞原賢三   |
| 2002/11/24   | 40   | 誘餌與忍者規則        | - 傀儡忍：腐蝕忍者 腐蝕魯加 （聲：鈴木正和） - 扇忍獸：凶扇獸 巴多基（卷之四十） | 宮下隼一 | 舞原賢三   |
| 2002/12/01   | 41   | 徽章與漫才            | - 假面忍：漫才忍者 築可·米納 （聲：村岡弘之）                                    | 酒井直行 | 渡邊勝也   |
| 2002/12/08   | 42   | 盔甲與憤怒之箭        | - 機關巨人： - 百萬田鱉MK-III（卷之四十二） - 鎧恩鎧恩                           | 前川淳   | 渡邊勝也   |
| 2002/12/15   | 43   | 超合體與大衝突        | - 機關巨人： - 百萬田鱉MK-III（卷之四十二） - 鎧恩鎧恩                           | 宮下隼一 | 竹本昇     |
| 2002/12/22   | 44   | 御前大人與凶扇獸      | - 扇忍獸： - 凶扇獸 巴多基 - 災扇獸 迪沙基                                       | 宮下隼一 | 竹本昇     |
| 2002/12/29   | 45   | 秘密基地與大掃除      | - 扇忍獸：咒扇獸 瑪多基 （聲：疋田由香里）                                       | 前川淳   | 中澤祥次郎 |
| 2003/01/05   | 46   | 御節與三巨人          | - 機關巨人： - 百萬田鱉Sexy - 芙拉碧珍璐機械人 - 巨人湯姆薩維斯塔                | 前川淳   | 中澤祥次郎 |
| 2003/01/12   | 47   | 封印與宇宙統一        | - 扇忍獸：災扇獸 迪沙基                                                          | 吉田伸   | 諸田敏     |
| 2003/01/19   | 48   | 陷阱與永遠的生命      | - 扇忍獸：咒扇獸 瑪多基 （聲：疋田由香里）                                       | 吉田伸   | 諸田敏     |
| 2003/01/26   | 49   | 使命與天空忍者        | -                                                                                | 宮下隼一 | 渡邊勝也   |
| 2003/02/02   | 50   | 黑暗與新世界          | -                                                                                | 宮下隼一 | 渡邊勝也   |
| 2003/02/09   | 51   | 風與水與大地          | -                                                                                | 宮下隼一 | 渡邊勝也   |

## 音樂
片頭曲：
作詞：及川眠子
作曲、編曲：池毅
演唱：高取秀明
片尾曲：
作詞、作曲：高取秀明
編曲：籠島裕昌
演唱：影山浩宣
插曲：

作詞：八手三郎
作曲、編曲：池毅
演唱：忍風館歌忍隊

作詞、作曲、演唱：高取秀明
編曲：加藤稔二

作詞：八手三郎
作曲、編曲：三宅一德
演唱：TOMONARI

作詞：八手三郎
作曲、編曲：池毅
演唱：野乃七海（長澤奈央）

作詞：齋藤謙策
作曲、編曲：Jack 傳奇
演唱：溫蒂努（福澄美緒）＆芙拉碧裘（山本梓）

作詞：宮下隼一
作曲、編曲：三宅一德
演唱：遠藤正明

作詞：桑原永江
作曲、編曲：三宅一德
演唱：串田晃

作詞：八手三郎
作曲、編曲：池毅
演唱：朝川弘子

作詞：藤林聖子
作曲、編曲：三宅一德
演唱：高取秀明

作詞：荒川稔久
作曲、編曲：池毅
演唱：碧裘少女7（長澤奈央＆山本梓）

作詞：YUKI
作曲：TAKUYA
編曲、演唱：JUDY AND MARY

## 其他相關媒體
劇場版：《忍風戰隊颶風者 咻 咻！The Movie》
此作的劇場版作品，於2002年8月17日上映。
V-Cinema：
《忍風戰隊破裏劍者VS牙吠連者》
此作與《百獸戰隊牙吠連者》的聯動作品，於2003年3月14日發售。
《爆龍戰隊暴連者VS破裏劍者》
此作與《爆龍戰隊暴連者》的聯動作品，於2004年3月12日發售。
10 YEARS 系列：《忍風戰隊破裏劍者 10 YEARS AFTER》
此作的10週年紀念作品，於2013年8月9日在網上平台發佈。
V-CiNext：《忍風戰隊破裏劍者是也！咻咻的20th Anniversary》
此作的20週年紀念作品，於2023年6月期間限定上映，並於同年10月25日發售。
網上平台作品：《忍風戰隊破裏劍者 with Don Brothers》
此作與《暴太郎戰隊Don Brothers》的聯動作品，由東映特攝Fanclub製作，並於2022年12月25日在其網上平台發佈。

## 超級英雄時間相關條目
- 《假面騎士龍騎》

## 海外播放

### 台灣
台灣八大戲劇台曾於2004年10月3日至2005年9月25日期間每週日上午9時30分首播國語配音版，並於當天晚上7時重播。

### 香港
香港無綫電視翡翠台曾於2005年3月6日至2006年3月12日期間每週日上午9時30分首播粵語配音版。